# خیشومی‌شدن
در آواشناسی، خیشومی‌شدن یا خیشومی‌شدگی (انگلیسی: Nasalization)، به تولید یک آوا در حالی که ملاز پایین می‌آید تا بخشی از هوا از طریق خیشوم خارج شود، گفته می‌شود.